# Avro Anson
Avro Anson byl britský dvoumotorový letoun smíšené konstrukce, který byl užíván jak britským Royal Air Force v době druhé světové války, tak i civilními letectvy mnoha zemí světa.

## Vývoj

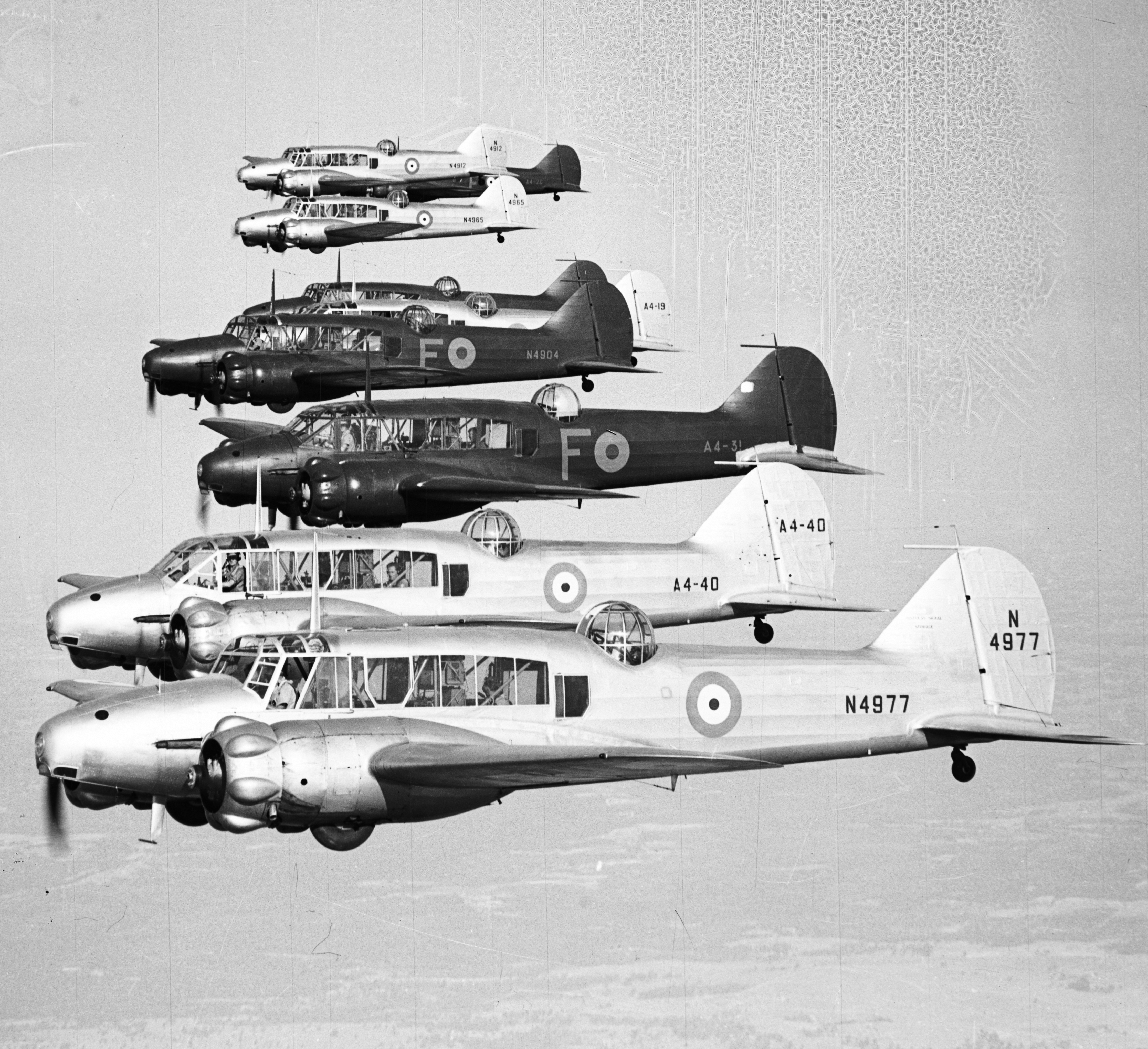
Skupina letounů Anson vyfotografovaná roku 1940 v Austrálii

První Avro 652 (imatrikulace G-ACRM, „Avalon“) byl zalétán 7. ledna 1935 s dvojicí hvězdicových motorů Armstrong Siddeley Cheetah VI s výkonem po 213 kW. Krátce poté vzlétl druhý civilní exemplář (G-ACRN, „Ava“) a do roku 1939 byly oba stroje dopravcem Imperial Airways nasazeny na linku Croydon-Brindisi.
První prototyp vojenského stroje Avro 652A (sériové číslo K4771) vzlétl 24. března roku 1935 se stejnými pohonnými jednotkami, jako jeho civilní předchůdce. Interiér byl upraven pro tříčlennou osádku, nesl výzbroj jednoho pevného kulometu ráže 7,7 mm v přídi a jednoho pohyblivého v mechanicky otočné střelecké věži Armstrong Whitworth na hřbetě trupu. Dalším rozdílem oproti civilní variantě byly závěsy pro 164 kg pum a záměna kruhových oken v bocích trupu za velká obdélníková. V prosinci roku 1935 obdržel bojové jméno Anson Mk.I.
První sériový Avro 652A Anson Mk.I (K6152) se od prototypu značně odlišoval. V motorových gondolách byly instalovány pohonné jednotky Armstrong Siddeley Cheetah IX o výkonu po 246 kW a zasklení boků kabiny se protáhlo v jediném proskleném pásu až ke vstupním dveřím. Zvětšeno bylo i rozpětí vodorovné ocasní plochy.
Dne 14. srpna 1941 zalétal pilot RAF J. B. Douglas z letiště St. Hubert Airport první kanadský licenčně vyrobený Anson Mk.II s hvězdicovými sedmiválci Jacobs L6MB po 242 kW s dvoulistými vrtulemi. Ještě v roce 1941 bylo dodáno 88 kusů, v roce 1942 pak 1344 a v roce ukončení výroby 1943 ještě 400 strojů. Následující verzí se stal Anson Mk.III produkovaný ve Velké Británii. Kanadská výroba pokračovala verzí Anson Mk.IV s instalovanou dvojici motorů Wright Whirlwind R-760-E1 po 220 kW a verzemi Anson Mk.V a Anson Mk.VI s motory Pratt & Whitney R-985-AN-12B, nebo AN-14B po 230 kW. Kanadskou výrobu zajišťovaly firmy Federal Aircraft Ltd. a Canadian Car & Foundry Co. Ltd. v Montrealu, de Havilland Aircraft of Canada Ltd. v Torontu, Victory Aircraft Ltd. v Maltonu, Ottawa Car & Aircraft Co. Ltd. v Ottawě a McDonald Bros. ve Winnipegu.
Avro Anson C.Mk.X byla dopravní neozbrojená varianta se silnější podlahou kabiny. V roce 1944 vznikly ještě z vojenské zakázky verze Anson C.Mk.XI s motory Cheetah 19 o výkonu po 290 kW a Anson C.Mk.XII s motory Cheetah 15 po 313 kW s vyšší kabinovou částí trupu.
Společnost Avro nabídla v roce 1945 Anson C.Mk.XII pro poválečnou civilní dopravu, kde poté létal jako Avro 652A Mk.19 (také Avro 19 Series 1) s kabinou pro 9 cestujících. První vzlet byl proveden v lednu 1945 (G-AGNI). Po nahrazení dřevěného křídla kovovým vznikla dopravní varianta Avro 19 Series 2.

## Nasazení

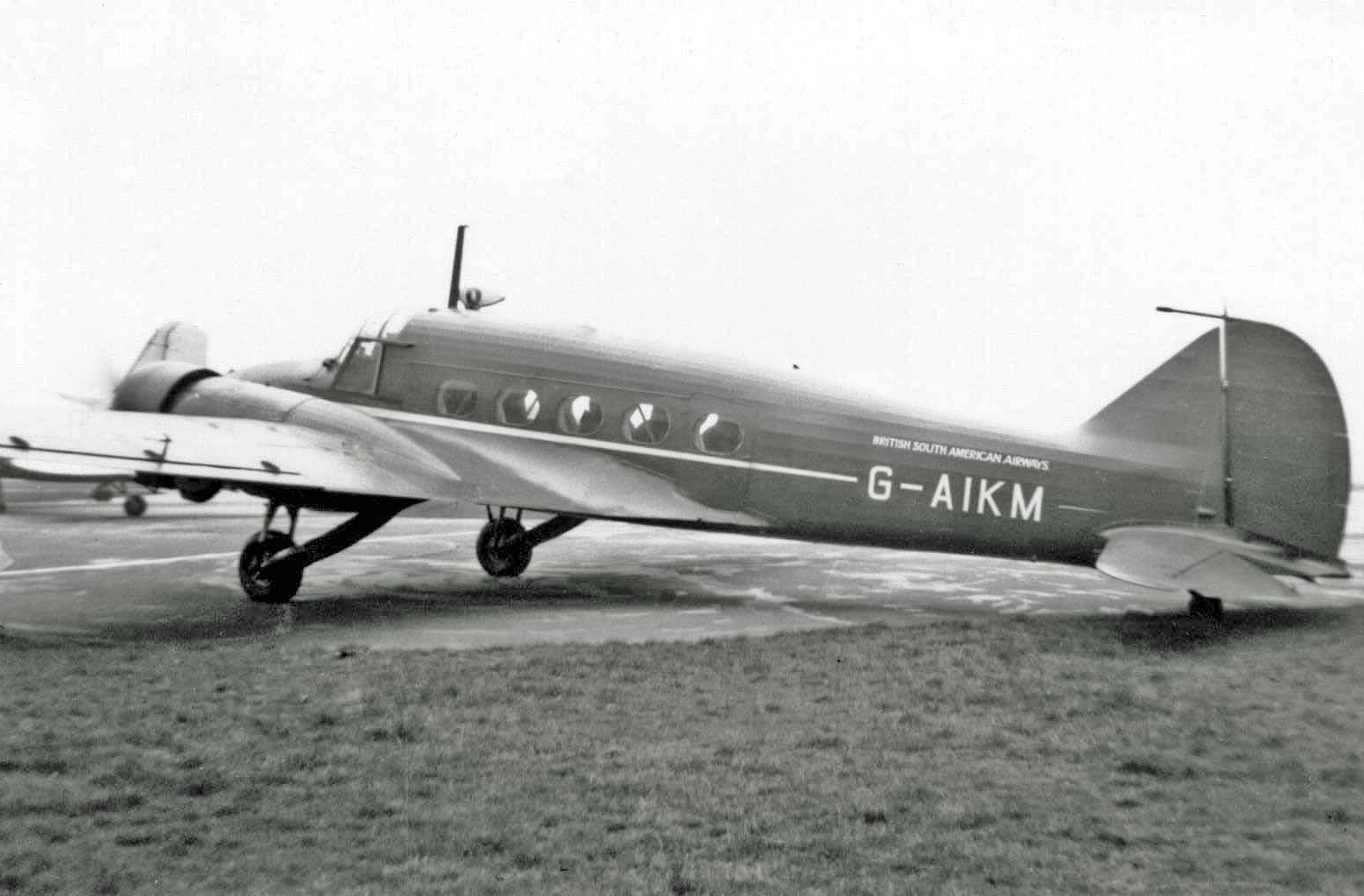
Avro 652A Anson Mk.19 (G-AIKM), BSAAC, Ringway, 26. března 1949

Jako první jimi byla vyzbrojena v únoru 1936 peruť č. 48 v Manstonu ve variantě Mk I. Měl sloužit především k leteckému hlídkování nad pobřežím a k bombardování. Nakonec se ukázalo, že se jedná o poměrně dobrý letoun pro účely pozorování, přepravy i jako civilní letadlo.
Prvním zahraničním uživatelem se v listopadu 1936 stalo RAAF, které odebralo 12 Ansonů. Později byla zakázka rozšířena na 48 letounů. Tři Ansony zakoupilo Finsko, jeden odebral Egypt a dva Irsko. Turecko objednalo 25 strojů, ale v důsledku vypuknutí II. světové války dostalo jen šest. 19 z původních tureckých Ansonů bylo dodáno do Řecka, odkud se několik dostalo do Egypta.
Ansony se zapojily do druhého světového válečného konfliktu hned od jeho počátku v síle 12 letek. Jeden od 500. letky bombardoval německou ponorku již 5. září 1939 a v témže měsíci jiný Anson od 269. squadrony sestřelil Dornier Do 18. V původní roli pobřežního protiponorkového hlídkového letounu Ansony sloužily do roku 1942.
Další významnou úlohu plnily ve výcviku osádek vícemotorových letounů. V roce 1939 bylo objednáno 1500 cvičných Ansonů pro výcvik letců ve Velké Británii, Kanadě a Austrálii, kde byla následně zahájena licenční výroba. USAAF zakoupilo v roce 1943 50 Ansonů Mk.II s motory Jacobs R-915-7 po 242 kW a používalo je pod označením Federal AT-20 Anson (43-8181 až 43-8230).
Byl vyráběn v různých verzích až do roku 1952 a dodáván do mnoha zemí světa.

## Letoun dochovaný v ČR

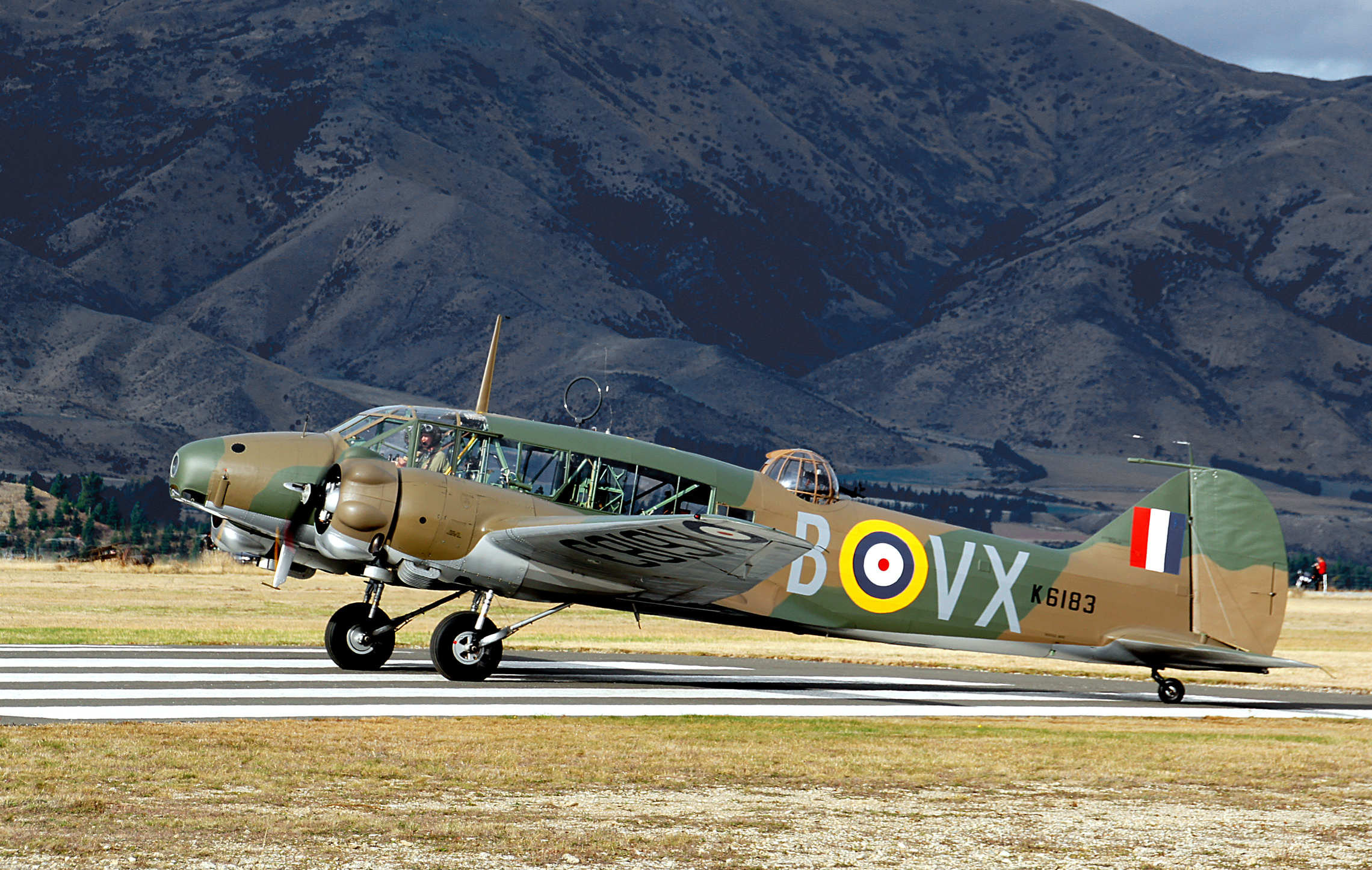
Tento Anson Mk.I (K6183, VX-B) byl získán do sbírek R.A.F. Station Czechoslovakia v Podhořanech

Jediný letuschopný Anson Mk.I (výrobní číslo MH120) se nachází ve sbírkách R.A.F. Station Czechoslovakia v Podhořanech. Pochází z roku 1943 a sloužil v Austrálii u pobřežního letectva. Po válce byl přestavěn na osmimístný dopravní letoun. Sloužil až do 90. let 20. století. V letech 2002–2012 jej Bill a Robyn Reidovy z Nového Zélandu zrekonstruovali do podoby Ansonu Mk.I (K6183, kódové označení VX-B) z roku 1939, náležícího do stavu 206. peruti RAF. Původní Anson (K6183) byl 5. září 1939 nad Severním mořem sestřelen německým hydroplánem Heinkel He 115. Byl prvním ve vzdušném boji sestřeleným spojeneckým letounem. Z posádky přežil pouze L. H. Edwards, který se stal prvním spojeneckým válečným zajatcem ve druhé světové válce.

## Varianty stroje

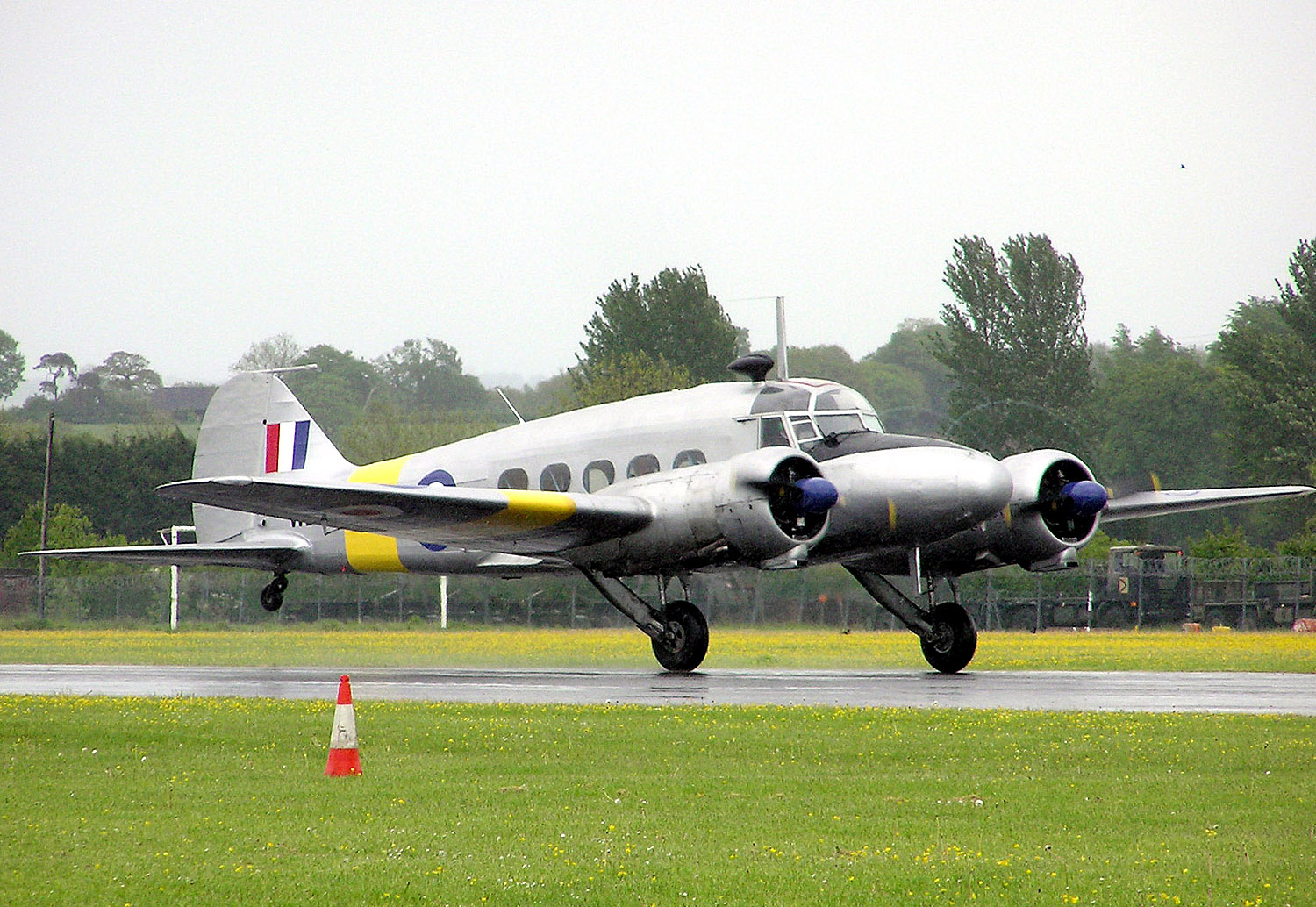
Cvičný Anson na fotografii z roku 2005

- Mk I – verze s motory Armstrong Siddeley Cheetah IX o výkonu 360 hp (268 kW)
- Mk II – verze s motory Jacobs L-6MB o výkonu 243 kW, produkovaná v Kanadě, v USA používány pod označením AT-20
- Mk III – verze s motory Jacobs R915 L-6 o výkonu 243 kW, produkováno ve Velké Británii
- Mk IV – verze s motory Wright Whirlwind R975E-1 o výkonu 243 kW, produkováno v Kanadě i ve Velké Británii
- Mk V – verze s motory Pratt & Whitney R-985-AN-14B o výkonu 331 kW
- Mk VI
- Mk X – v poválečném Československu jako D 41
- Mk XI – transportní letoun
- Mk XII – sanitní letoun s motory Amstrong Siddeley Cheetah XV o výkonu 313 kW
- Mk XIX (C.19)

## Uživatelé

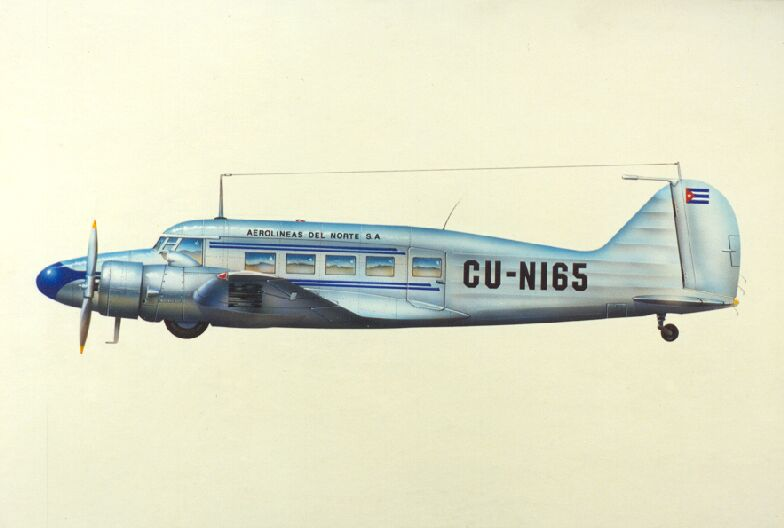
Avro Anson (CU-NI65, ANSA)

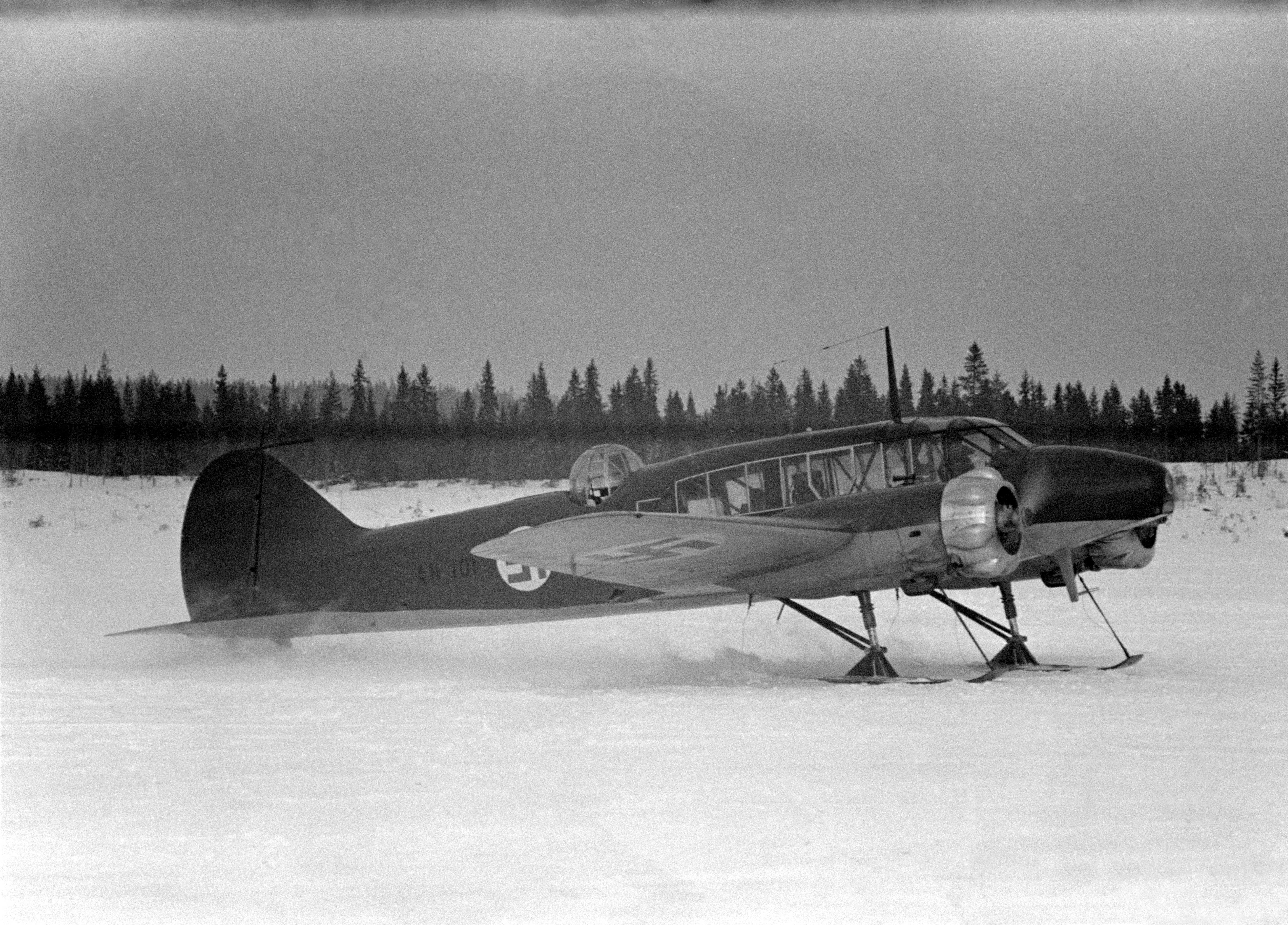
Avro Anson Mk.I, Ilmavoimat

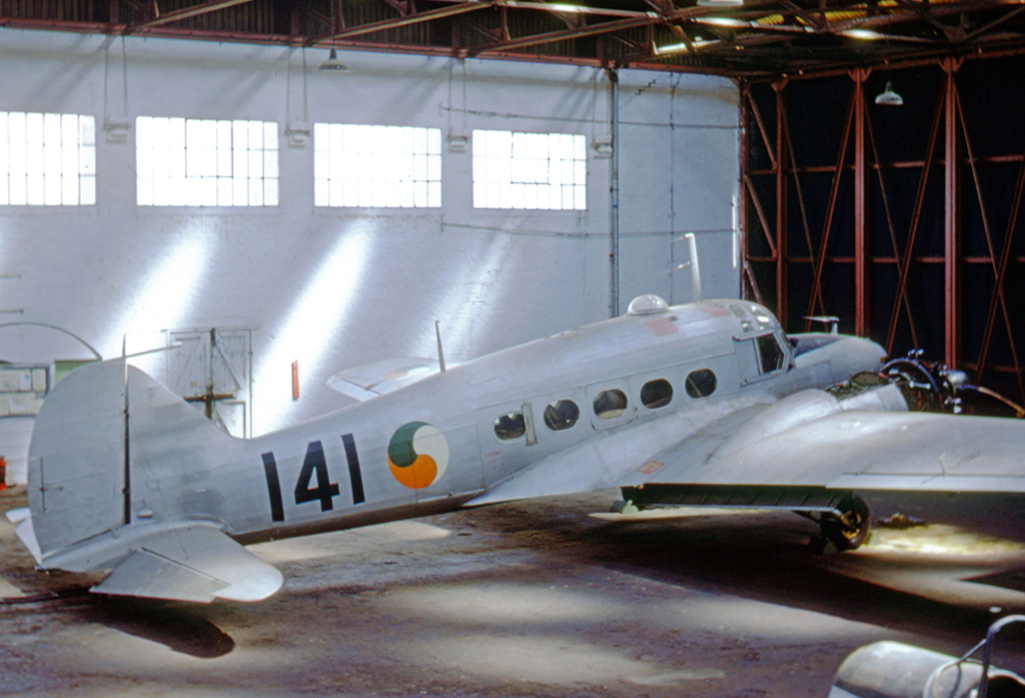
Avro 652A Anson, Irish Air Corps

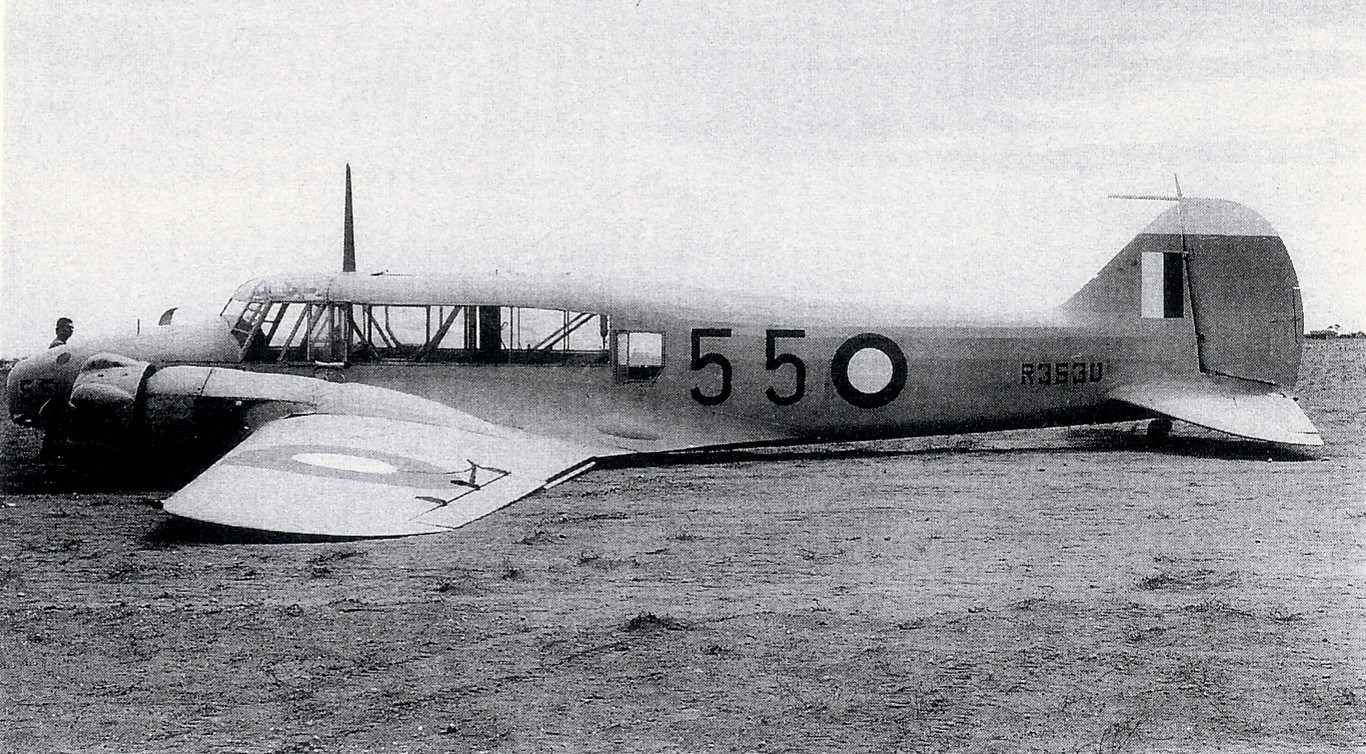
Avro Anson, (R3530, No. 6 Service Flying Training School, RAAF)

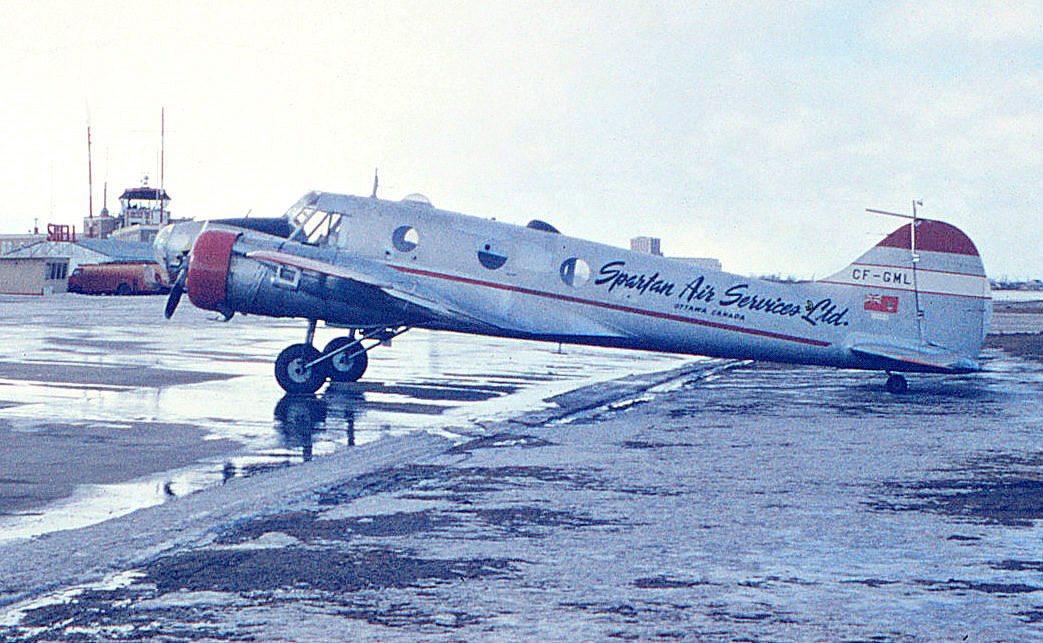
Avro Anson, (CF-GML, Spartan Air Services Ltd.)

### Vojenští uživatelé
- Afghánistán
  - Afghánské královské letectvo
- Austrálie
  - Royal Australian Air Force
- Belgie
  - Belgické letectvo
- Československo
  - Československé letectvo
- Egyptské království
  - Egyptské královské letectvo
- Estonsko
  - Estonské vzdušné síly
- * Etiopské císařství
  - Etiopské císařské letectvo
- Finsko
  - Finské letectvo
- Francie
  - Armée de l'air
  - Aéronavale
- Indie
  - Indické letectvo
- Irácké království
  - Irácké královské letectvo
- Íránské císařství
  - Íránské císařské letectvo
- Irsko
  - Irský letecký sbor
- Izrael
  - Izraelské vojenské letectvo
- Jihoafrická unie
  - South African Air Force
- Jižní Rhodesie
  - Southern Rhodesian Air Force
- Jugoslávie
  - Letectvo Socialistické federativní republiky Jugoslávie
- Kanada
  - Royal Canadian Air Force
  - Royal Canadian Navy
- Nizozemsko
  - Nizozemské královské letectvo
  - Nizozemské námořní letectvo
- Norsko
  - Norské královské letectvo
- Nový Zéland
  - Royal New Zealand Air Force
- Paraguay
  - Paraguayské letectvo
- Portugalsko
  - Portugalské letectvo
- Rhodesie
  - Rhodesian Air Force
- Řecko
  - Řecké královské letectvo
- Saúdská Arábie
  - Saúdské královské letectvo
- Spojené království
  - Royal Air Force
  - Fleet Air Arm
- Spojené státy americké
  - United States Army Air Forces (50 kusů kanadské výroby, označených AT-20)
- Sýrie
  - Syrské arabské vzdušné síly

### Civilní uživatelé
- Argentina
  - 1 kus registrovaný LV-FBR
- Austrálie
  - Brain & Brown Airfreighters
  - East-West Airlines
- Bahrajn
  - Gulf Aviation
- Brazílie
  - Companhia Meridional de Transportes
- Indie
  - Directorate of Civil Aviation
- Kuba
  - ANSA-Aerolíneas del Norte S.A
- Mexiko
  - Coculum Aeronautica SA de CV
- Spojené království
  - Blue Line Airways
  - British European Airways
  - Finglands Airways
  - Ministry of Civil Aviation
  - Railway Air Services
  - Sivewright Airways
  - Starways
  - Transair

## Specifikace

### Hlavní technické údaje
Údaje platí pro Anson Mk.I
- Osádka: 3
- Rozpětí: 17,20 m
- Délka: 12,90 m
- Výška: 4,00 m
- Nosná plocha: 38,10 m²

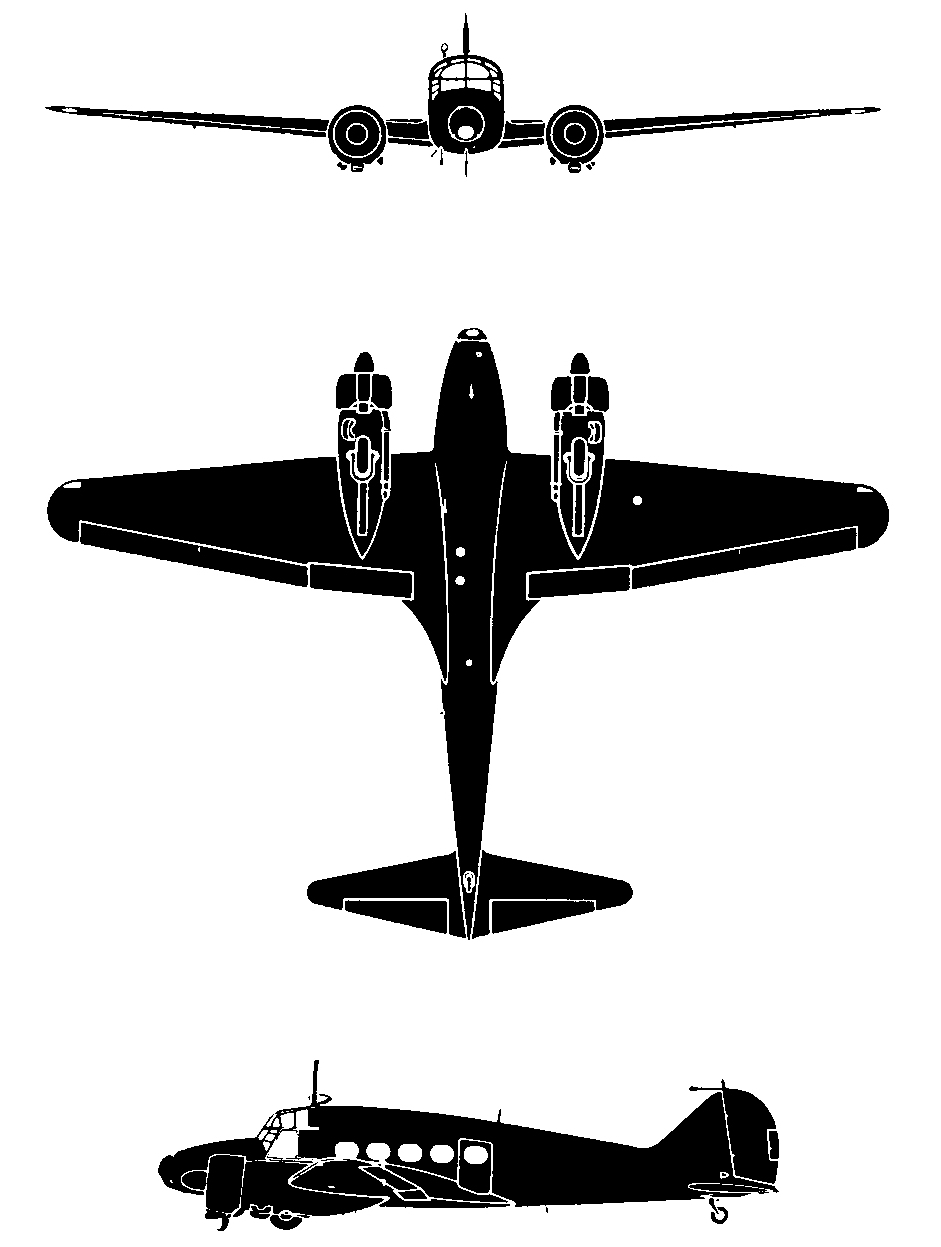
Avro Anson T.20

- Hmotnost prázdného stroje: 2440 kg
- Maximální vzletová hmotnost: 3480 kg
- Pohon: 2 × Armstrong Siddeley Cheetah IX o výkonu 246 kW

### Výkony
- Maximální rychlost v 2150 m: 300 km/h
- Cestovní rychlost: 253 km/h
- Stoupavost u země: 3,7 m/s
- Dostup: 5800 m
- Dolet: 1060 km

### Výzbroj
- 1 × pevný kulomet Browning, 1 pohyblivý Vickers K ráže 7,7 mm
- 163 kg bomb